# Pericle Felici
Pericle Felici, född 1 augusti 1911 i Segni, död 22 mars 1982 i Foggia, var en italiensk kardinal och ärkebiskop inom Romersk-katolska kyrkan. Felici var generalsekreterare vid Andra Vatikankonciliet (1962–1965). Han tjänade som kardinalprotodiakon från 1973 till 1979. Åren 1977 till 1982 var Felici prefekt för Högsta domstolen för den apostoliska signaturen.
I egenskap av kardinalprotodiakon tillkännagav Felici från Peterskyrkans benediktionsloggia valet av Johannes Paulus I till påve den 26 augusti 1978 och, efter dennes död, valet av Johannes Paulus II den 16 oktober 1978.